# Champaquí
Le Champaquí est une montagne d'Argentine dans les sierras de Córdoba, s'élevant à 2 884 mètres d'altitude. Il est situé dans la province de Córdoba dont il est le point culminant.